# A Casa da Rua 92
A Casa da Rua 92 (em inglês:  The House on 92nd Street) é um filme norte-americano de 1945, do gênero policial, dirigido por Henry Hathaway e estrelado por William Eythe e Lloyd Nolan.